# VBC Paderborn
Der VBC 69 Paderborn ist ein Paderborner Volleyballverein, der 1969 gegründet wurde.
Der VBC Paderborn war nach der Fusion 1973 mit CVJM Petershagen bei den Männern Gründungsmitglied der Volleyball-Bundesliga und feierte seine größten Erfolge in den frühen 1980er Jahren, als man 1979, 1981, 1982, 1983, 1984 und 1985 sechsmal Deutscher Vizemeister wurde, sowie 1981 den DVV-Pokal gewann. Nach dem Verzicht auf die Bundesliga 1992 aus finanziellen Gründen begann der sportliche Niedergang.
Der VBC Paderborn spielt heute in der Oberliga 2 des Westdeutschen Volleyball-Verbands.
Bis 1991 hatte der VBC Paderborn auch eine erfolgreiche Basketball-Abteilung. Man stieg 1984 in die 2. Basketball-Bundesliga auf und spielte auch bis zur Ausgliederung der Abteilung in dieser Liga. 1991 erfolgte die Ausgliederung der Abteilung als Paderborn Baskets 91, die ursprünglich das Ziel hatte, die Volleyball- und die Basketballabteilung als selbstständige Vereine unter dem Dach des Hauptvereins VBC Paderborn zu organisieren. Dieses Ziel wurde jedoch später nicht mehr verfolgt, die Abteilungen entwickelten sich unabhängig voneinander weiter.

## Bekannte ehemalige Spieler
- Toni Rimrod
- Lutz Schulte-Uebbing
- Ralf Nitzlaff
- Ulrich Kampa
- Lee Hee-wan
- Markus Epping
- Gabor Csontos
- Jörg Brügge
- Manfred Kaiser
- Hans-Jörg Michels
- Toni Kass
- Arnd Ludwig
- Marvin Polte
- Frank Winkler
- Ralph Bergmann
- Kersten Lamers
- Robert Malinowski

## Bekannte ehemalige Trainer
- Sebastian Mihăilescu (1976–1980)
- Zbigniew Jasiukiewicz (1985–1989)